# SBB Ee 6/6
Les SBB Ee 6/6 16801-16802 sont des locomotives de manœuvre électriques des Chemins de Fer Fédéraux suisses. Construites à deux exemplaires, elles ressemblent beaucoup aux célèbres Ce 6/8 Crocodiles et sont souvent surnommées de la même façon.
Ces machines deviennent obsolètes et seront remplacée par de nouvelles locomotives bimodes Aem 940